# Народен съюз (Чад)
Вижте пояснителната страница за други значения на Народен съюз.
Народния съюз (на френски: Union nationale) е политическа партия в Чад. На последните парламентарни избори в страната на 21 април 2002 партията е спечелила 1 от 155 места в парламента. Информацията е от интерпарламентарния съюз.